# Julia (żona Mariusza)
Julia (żona Mariusza), Iulia (ur. ok. 130 p.n.e., zm. 69 p.n.e.) – pochodziła ze starej patrycjuszowskiej rodziny Juliuszy. Jej bratem był ojciec późniejszego dyktatora Gajusz Juliusz Cezar Starszy.
Ok. 110 p.n.e. została żoną Gajusza Mariusza, przywódcy stronnictwa popularów. Mieli syna Gajusza Mariusza Młodszego.
Zmarła w roku 69 p.n.e. Mowę pochwalną, tzw. eulogię, na jej pogrzebie wygłosił jej bratanek Gajusz Juliusz Cezar. Jest jedną z niewielu kobiet, które doczekały się wzmianki o sobie w źródłach antycznych.